# WOH S264

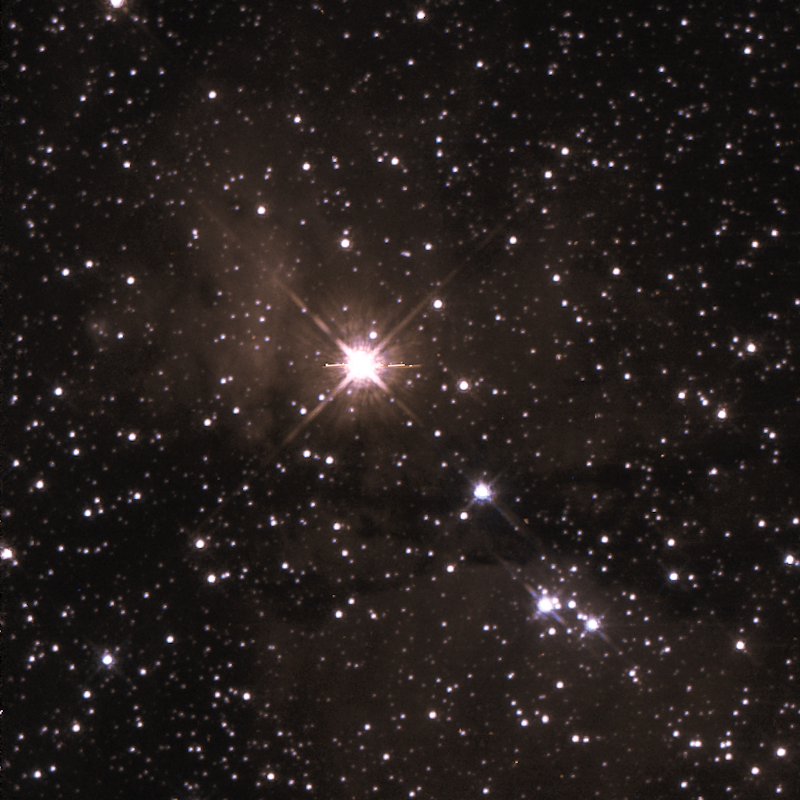
Imagen de WOH S264 fotografiada por el HST

WOH S264 o también conocido como W60 B90 es una estrella supergigante roja, se encuentra en la constelación de Dorado, en la Gran nube de Magallanes, a unos 160,000 Años luz de el Sol, de tipo espectral M3I-M4I, posee una magnitud visual de 16.08, una temperatura de 3580K, una luminosidad de 209000 soles, una masa de 25 Masas Solares y un radio de 1000 a 1210 radios solares, si estuviera en lugar del Sol en la primera estimación estaría a 4/5 de camino entre las orbitas de Ceres y Júpiter y en la segunda estimación sería un poco más grande que la órbita de Júpiter.